# Bonduel (Wisconsin)
Bonduel ist eine Gemeinde (mit dem Status „Village“) im Shawano County im US-amerikanischen Bundesstaat Wisconsin. Im Jahr 2010 hatte Bonduel 1478 Einwohner.

## Geografie
Bonduel liegt im mittleren Nordosten Wisconsins, rund 30 km westlich der Green Bay des Michigansees.
Die geografischen Koordinaten von Bonduel sind 44°44′25″ nördlicher Breite und 88°26′41″ westlicher Länge. Das Gemeindegebiet erstreckt sich über eine Fläche von 6,03 km² und wird vollständig von der Town of Hartland umgeben, ohne dieser anzugehören.
Nachbarorte von Bonduel sind Cecil (8,5 km nördlich), Krakow (18,8 km östlich), Angelica (14,1 km südöstlich), Pulaski (18,8 km in der gleichen Richtung), Cicero (23,6 km südsüdöstlich), Navarino (18,3 km südsüdwestlich), Embarrass (27,3 km westsüdwestlich) und Shawano (14,6 km westnordwestlich).
Die nächstgelegenen größeren Städte sind Green Bay am Michigansee (41,1 km südöstlich), Wisconsins größte Stadt Milwaukee (222 km südsüdöstlich), Appleton (54,9 km südlich), Wisconsins Hauptstadt Madison (222 km südsüdwestlich), Wausau (115 km westlich), Eau Claire (267 km in der gleichen Richtung), die Twin Cities in Minnesota (390 km ebenfalls in der gleichen Richtung), Duluth am Oberen See in Minnesota (471 km nordwestlich) und Sault Ste. Marie in der kanadischen Provinz Ontario (462 km nordöstlich, gegenüber von Sault Ste. Marie, Michigan).

## Verkehr
Der vierspurig ausgebaute Wisconsin State Highway 55 verläuft in Nordwest-Südost-Richtung am südwestlichen Ortsrand entlang. Im Zentrum von Bonduel kreuzen die Wisconsin State Highways 29 und 117. Alle weiteren Straßen sind untergeordnete Landstraßen, teils unbefestigte Fahrwege sowie innerörtliche Verbindungsstraßen.
Mit dem Shawano Municipal Airport befindet sich 13,3 km nordwestlich ein kleiner Flugplatz. Der nächste Verkehrsflughafen ist der Austin Straubel International Airport von Green Bay (43,7 km südöstlich).

## Bevölkerung
Nach der Volkszählung im Jahr 2010 lebten in Bonduel 1478 Menschen in 601 Haushalten. Die Bevölkerungsdichte betrug 245,1 Einwohner pro Quadratkilometer. In den 601 Haushalten lebten statistisch je 2,43 Personen.
Ethnisch betrachtet setzte sich die Bevölkerung zusammen aus 95,4 Prozent Weißen, 0,8 Prozent Afroamerikanern, 1,6 Prozent amerikanischen Ureinwohnern, 0,4 Prozent Asiaten sowie 0,8 Prozent aus anderen ethnischen Gruppen; 1,0 Prozent stammten von zwei oder mehr Ethnien ab. Unabhängig von der ethnischen Zugehörigkeit waren 1,7 Prozent der Bevölkerung spanischer oder lateinamerikanischer Abstammung.
26,2 Prozent der Bevölkerung waren unter 18 Jahre alt, 57,6 Prozent waren zwischen 18 und 64 und 16,2 Prozent waren 65 Jahre oder älter. 50,3 Prozent der Bevölkerung waren weiblich.
Das mittlere jährliche Einkommen eines Haushalts lag bei 51.467 USD. Das Pro-Kopf-Einkommen betrug 23.451 USD. 9,5 Prozent der Einwohner lebten unterhalb der Armutsgrenze.